# Desant na GUŁAG
Desant na GUŁAG – planowana niemiecka operacja wojskowa wysadzenia desantów na obszarze funkcjonowania GUŁAGU na głębokich tyłach walczącej Armii Czerwonej podczas II wojny światowej.
W kwietniu 1942 r. w oflagu dla wyższych oficerów Armii Czerwonej w Hammelsburgu w Bawarii została założona antykomunistyczna organizacja Polityczne Centrum Walki z Bolszewizmem. Na jej czele stanął Iwan G. Biessonow, b. wysoki oficer wojsk wewnętrznych NKWD w stopniu komkora, a następnie dowódca 102 Dywizji Strzeleckiej. Opracował on wraz z b. generałem Armii Czerwonej Michaiłem A. Meandrowem plan przeprowadzenia desantu, który przewidywał dywersyjny atak z powietrza i z morza sił niemieckich na tyły wojsk sowieckich w rejonie istnienia wielu sowieckich łagrów w ramach GUŁAGU. W tym celu na bazie swojej organizacji zamierzał sformować pewną liczbę szturmowych oddziałów wojskowych złożonych z rosyjskich jeńców wojennych. Siły niemiecko-rosyjskie miały zlikwidować ochronę łagrów i uwolnić osadzonych tam ludzi, aby wywołać antysowieckie powstanie na głębokich tyłach Armii Czerwonej. Iwan G. Biessonow gwarantował powodzenie akcji swoją znajomością systemu GUŁAG z czasów służby w wojskach NKWD.
Jego planem zainteresował się Departament VI Głównego Urzędu Bezpieczeństwa Rzeszy, przejmując nadzór nad całą akcją. Do lata 1943 r. zostały sformowane 2 desantowo-szturmowe grupy bojowe liczące po 50-55 ludzi, grupa radiotelegrafistów w składzie 20-25 osób i żeńska grupa 20 kobiet, pochodzących z personelu medycznego Armii Czerwonej. Jednocześnie polityczny oddział Politycznego Centrum Walki z Bolszewizmem przygotował dużą liczbę ulotek, plakatów i innych materiałów propagandowych wraz z kilkoma numerami kolaboracyjnych pism „Уральский рабочий” i „Путь сибиряка” oraz programowymi broszurami pt. „Что делать” i „СССР и мировая революция”. W tym czasie został przygotowany ostateczny kształt planu połączonych desantów powietrzno-morskich. Obszar działania obejmował tereny od północnej Dźwiny do Jeniseju i od Dalekiego Wschodu do Kolei Transsyberyjskiej. Został on podzielony na 3 operacyjne strefy: Północną, Centralną i Wschodnią. Najlepiej został opracowany przez M. A. Meandrowa plan działań w Północnej Strefie, nad którą miał on przejąć dowodzenie. Zamierzał on sformować tam 5-6 oddziałów wojskowych w sile batalionu piechoty. Sztab Strefy miał znajdować się w mieście Syktywkar, stanowiącym stolicę Komijskiej Autonomicznej Socjalistycznej Republiki Radzieckiej. Nie wiadomo, jaki był ostateczny stopień całości przygotowań do planowanej akcji.
2 czerwca 1943 r. doszło do zrzucenia 12 rosyjskich kolaborantów w rejonie sowchozu Кедровый Шор w Republice Komi, czyli Centralnej strefie planowanej akcji desantowej. Byli oni przebrani w mundury wojsk wewnętrznych NKWD. Mieli niemiecką i sowiecką broń oraz radiostację. Jednakże już 9 czerwca cała grupa została zlikwidowana przez wojska NKWD (2 zostało zabitych, a reszta wzięta do niewoli). Tymczasem wkrótce Gestapo rozwiązało organizację I. G. Biessonowa, a jego samego przeniosło do specjalnego oddziału obozu koncentracyjnego w Sachsenhausen. Było to jednoznaczne z porzuceniem koncepcji przeprowadzenia desantów na Gułag.
Niemcy natomiast wykorzystywali b. członków organizacji I. G. Biessonowa do dokonywania pojedynczych zrzutów (od 1 do kilku osób) w różnych rejonach ZSRR w celach dywersyjno-sabotażowych. Nie przyniosły one jednak żadnych rezultatów, gdyż władze sowieckie obszar Gułagu naszpikowały wojskami NKWD i w mniejszym stopniu Armii Czerwonej.